# Joana Masó
Joana Masó  Illamola (n. 1978) es una filóloga, investigadora, traductora, editora y profesora universitaria española.

## Biografía
Licenciada en Letras modernas por la Universidad de París VII Denis Diderot y en Letras clásicas por la Universidad de París IV París-Sorbonne, cursó el doctorado en la Universidad de Paris 8 y la Universidad de Barcelona. Es profesora de literatura francesa en la Universidad de Barcelona e investigadora de la Cátedra UNESCO Mujeres, desarrollo y culturas. Ha traducido textos de crítica y filosofía francesa contemporánea de Hélène Cixous, Jacques Derrida, Catherine Malabou, Jean-Luc Marion y Jean-Luc Nancy, y ha publicado artículos y ediciones sobre algunos de estos autores. Entre otros, ha editado los siguientes libros: La llengua m’és l’únic refugi, de Hélène Cixous (Lleonard Muntaner, 2009), los textos de Jacques Derrida sobre arte y estética, Penser à ne pas voir. Écrits sur les arts du visible 1979-2004 con G. Michaud (La Différence, 2013) y Les Arts de l’Espace. Écrits et interventions sur l’architecture (La Différence, 2015). Ha trabajado en el comisariado de exposiciones y codirigido la colección Ensayo en Ellago Ediciones.